# Пітер Шефер
Пітер Шефер (англ. Peter Schaefer; 12 липня 1977, Єлов Грасс, Саскачеван) — професійний канадський хокеїст, нападник, останнім професійним клубом якого був ЕРК Інґольштадт з Німецької хокейної ліги, його рідний брат Нолан Шефер також професійний хокеїст.

## Кар'єра (клубна)

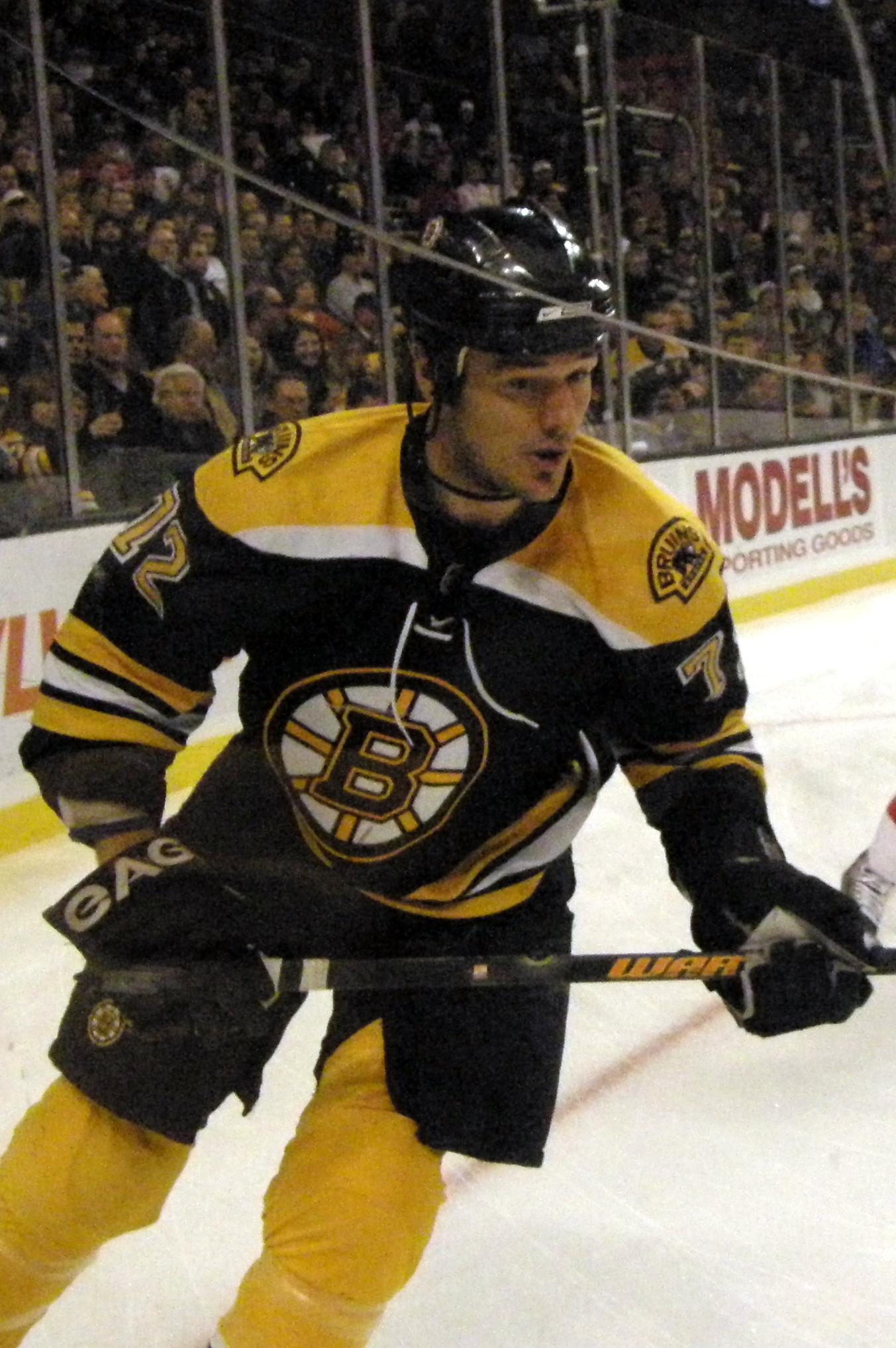
Пітер Шефер в Бостон Брюїнс

Пітер Шефер почав свою кар'єру в 1993 році клуб «Йорктон Малерс» і продовжив через рік у клубі «Брендон Вет Кінгс» із Західної хокейної ліги, а вже у 1995 році був обраний в третьому раунді Драфта НХЛ клубом НХЛ Ванкувер Канакс‎. У сезоні 1995/96, він виграв Кубок Президента з «Брендон Вет Кінгс». Разом з Майком Леклерком, Джастіном Курцом, Корі Киренном, Вейдом Редденом і Свеном Бутеншоном був одним із лідерів команди. В наступному сезоні ЗХЛ Шефер вдруге поспіль набрав більше 100 пунктів за сезон (123 очка 49+74). У 1997 році він отримав нагороду як гравець року Західної хокейної ліги. В сезоні 1996/97 грав за фарм-клуб «Канакс‎» «Сірак'юс Кранч» в Американській хокейній лізі. Протягом сезону 1998/99 років, він дебютує в основному складі «Ванкувер Канакс‎», закидує чотири шайби в 25 матчах.
В сезоні 1999/2000 років він закріпився в основному складі «Ванкувер Канакс», провівши 71 матч та набрав 31 очко. У сезоні 2000/01, він перевершив свої цифри попереднього року і як бомбардир набрав з 36 очок, проводить також чотири матчі в плей-оф. По закінченні сезону, Пітер вирішив продовжити свою кар'єру у Фінляндії в ТПС Турку. Після сезону у Фінляндії, він повернувся до Північної Америки. У вересні 2002 року він підписує контракт з Оттава Сенаторс‎, за два сезони зіграв за «Сенаторс‎» 156 матчів набирає 62 очка (21+41). Під час локауту в сезоні 2004/05 виступає за ХК «Больцано» в Італії, після чого повертається до «сенаторів», де в кожному з двох сезонів набирає понад 50 очок (включно з серією плей-оф). У сезоні 2006/07 разом з командою грає у фіналі Кубка Стенлі, але програли в п'яти іграх «Анагайм Дакс‎». 17 липня 2007 року Шефера обміняли на Шона Донована з Бостон Брюїнс. Після сезону 2007/08, який він провів в «Бостоні» був відправлений до фарм-клубу «Провіденс Брюїнс», що виступає в Американській хокейній лізі.
У жовтні 2010 року він підписав контракт з «Ванкувер Канакс‎». У січні 2011 року він переїхав до ЕРК Інґольштадт в Німецька хокейна ліга. За ЕРК Інґольштадт провів 26 матчів та набрав 31 очко (8+12), у квітні 2011 року покинув клуб та завершив кар'єру.

## Кар'єра (збірна)
Пітер чемпіон світу серед молодіжних команд 1997 року. Брав участь у чемпіонатах світу 2000 та 2002 років. 

## Нагороди та досягнення
- 1996 Виграв Кубок Президента у складі клубу Брендон Вет Кінгс
- 1996 В складі усіх зірок Західної хокейної ліги
- 1996 В складі усіх зірок КХЛ
- 1997 В складі усіх зірок Західної хокейної ліги
- 1997 Фоур Бронкос Меморіал Трофі